# دانة غاز
دانة غاز أو (بالإنجليزية: Dana Gas) هي أكبر وأول شركة إقليمية من القطاع الخاص تعمل في مجال الغاز الطبيعي في منطقة الشرق الأوسط، والتي تأسست عام 2005 على يد 300 من المؤسسين البارزين من أنحاء دول مجلس التعاون الخليجي، وأدرجت أسهم الشركة في سوق أبو ظبي للأوراق المالية، ويقع مقرها الرئيسي في إمارة الشارقة بدولة الإمارات العربية المتحدة، ولديها شبكة من المكاتب في المملكة العربية السعودية، وإقليم كردستان بالعراق، ومصر والمملكة المتحدة.

## التاريخ
تأسست دانة غاز وأدرجت في سوق أبوظبي للأوراق المالية في 2005 مع المساهمين المؤسسين نفط الهلال وحكومة الشارقة ومئات من الشركات الإقليمية والأفراد الآخرين. كان المشروع الأصلي هو توريد الغاز إلى شمال الإمارات العربية المتحدة من إيران بناءً على اتفاقية توريد الغاز التي أبرمت بين شركة نفط الهلال وشركة النفط الوطنية الإيرانية (NIOC) في عام 2001.
في كانون الثاني (يناير) 2007، استحوذت دانا على شركة سنتوريون للطاقة التي تتخذ من كالجاري مقراً لها في صفقة قيمتها مليار دولار أمريكي. كان لدى سنتوريون أصول في مصر وتونس وغرب إفريقيا في ذلك الوقت. جمعت دانة غاز مليار دولار من السندات الإسلامية القابلة للتحويل أو الصكوك في لندن عام 2007. نتج عن الاتفاقية التي استمرت 25 عامًا بين شركة نفط الهلال وشركة النفط الوطنية الإيرانية الانتهاء من خط أنابيب من حقل سلمان إلى الشارقة. ومع ذلك، ظل خط الأنابيب غير مستخدم في الغالب بسبب مزاعم بالفساد ونزاع قانوني. تم استخدام خط الأنابيب لفترة وجيزة في عام 2010 عندما أرسلت شركة النفط الوطنية الإيرانية الغاز إلى منشأة دانة غاز في الشارقة لأغراض الاختبار. في عام 2014، قررت محكمة دولية أن الاتفاقية كانت ملزمة، وكان من المفترض أن تقوم شركة النفط الوطنية الإيرانية (NIOC) بتوريد الغاز منذ عام 2005 وأن تدفع تعويضات. اعتبارًا من أواخر عام 2017، كان الطرفان (بما في ذلك شركة دانا غاز) ينتظران نتائج هيئة التحكيم في لاهاي، بعد جلسات الاستماع لاتخاذ قرار بشأن مبلغ التعويضات التي يجب أن تدفعها شركة النفط الوطنية الإيرانية للأطراف المتضررة للتعويض عن عدم تزويدها بالغاز.
في مايو 2009، وقعت دانة غاز ونفط الهلال اتفاقية مع شركة مول، وأو إم في، وأر دبليو إي، المساهمين في مشروع خط أنابيب نابوكو، لإنشاء بيرل بتروليوم لتطوير حقول الغاز في كردستان العراق. بصفتها جزءًا من شركة بيرل بتروليوم، دخلت دانة غاز في نزاعات متعددة حول الحقوق والمدفوعات مع حكومة إقليم كردستان. في عام 2013، رفعت شركة بيرل بتروليوم دعوى ضد حكومة إقليم كردستان في محكمة لندن للتحكيم الدولي (LCIA)، زاعمة أن الهيئة الحاكمة دفعت أقل من اللازم مقابل إنتاج الغاز المسال وكانت تنكر الحقوق التعاقدية الأخرى. في نوفمبر 2015، حكمت محكمة في لندن لصالح الكونسورتيوم، مؤكدة الحقوق التعاقدية للتطوير الفردي ومنح تعويضات عن المدفوعات المتأخرة التي يبلغ مجموعها 1.98 مليار دولار. قررت محكمة أخرى في لندن أن كيي جي آر ليس لديها حصانة سيادية، وأمرت بدفع 100 مليون دولار بالكامل في غضون 30 يومًا، لكن الطرفين اتفقا على جدول السداد. قامت دانة غاز و أر دبليو إي بتسوية نزاعهما خارج المحكمة، مما أدى إلى استحواذ أر دبليو إي على 10٪ من أسهم دانة غاز مقابل مبلغ لم يكشف عنه. في فبراير 2017، قررت محكمة لندن للتحكيم الدولي أن حكومة إقليم كردستان منعت دانة غاز من تطوير مكمن جمجمال وخور مور، وفقًا لاتفاقية 2007. أمرت المحكمة حكومة إقليم كردستان بدفع ما يقرب من 121 مليون دولار بالإضافة إلى الفائدة على الأموال المستحقة؛ سيتم تحديد الأضرار العقابية في وقت لاحق.
في أبريل 2017، حكمت محكمة التحكيم الدولية في لندن لصالح وزارة الموارد الطبيعية الحكومية، مما أدى إلى تقليل المدفوعات إلى دانة غاز من قبل حكومة إقليم كردستان. ثم قدمت شركة بيرل بتروليوم التماسًا بعد شهر واحد في محكمة اتحادية في واشنطن العاصمة، تطالب بتعويضات لا تقل عن 26.5 مليار دولار بسبب تأخير المشروع. توصلت المجموعات إلى تسوية مالية في أغسطس 2017، حيث دفعت حكومة إقليم كردستان 600 مليون دولار (2.2 مليار درهم) للشركات، بالإضافة إلى 400 مليون دولار (1.5 مليار درهم) للتنمية الإقليمية. أدت التسوية إلى زيادة الرصيد النقدي لدانة غاز وقيمتها المالية. تأخرت حكومة إقليم كردستان في سداد مدفوعات دانة غاز قبل التسوية، لكن تم تقديمها جميعها في الوقت المحدد منذ إبرام الاتفاقية.
بدأت دانة غاز ونفط الهلال إجراءات التحكيم ضد شركة مول في سبتمبر 2017 بشأن اتفاقية أغسطس المبرمة بين شركة دانة غاز وحكومة إقليم كردستان وشركة بيرل بتروليوم. تمتلك مول حصة 10٪ في Pearl، ولم توافق على شروط التسوية. قبل الشروع في الإجراءات، باعت دانة غاز ونفط الهلال حصصهما في مول في عام 2019.

## نشاط الشركة
- يتمثل النشاط الرئيسي للشركة في مختلف المراحل الثلاث ضمن القطاع: الاستكشاف والتنقيب والإنتاج، والتشغيل والتخزين والتسويق، والتكرير والإسالة والتوزيع والبيع.
- تنتج الشركة ما يعادل 65,000 برميل نفط مكافئ يومياً من النفط والغاز وسوائل الغاز الطبيعي من عملياتها في مصر وإقليم كردستان بالعراق.
- تقدر احتياطيات الشركة المؤكدة والمحتملة بنحو 152 مليون برميل مكافئ نفطي، وموارد محتملة بنحو 900 مليون برميل من حقولها في مصر والعراق ذات المستوى العالمي.
- وفي ظل نمو الشركة السريع، تستهدف الشركة مضاعفة انتاجها خلال الفترة ما بين 2011 - 2013 من معدل إنتاجها الذي بالغ 55,500 برميل نفط مكافئ يومياً في عام 2010.

وتخطط الشركة مبدئياً، للتركيز على الأنشطة التجارية التالية:
- امتلاك الغاز الطبيعي من خلال اتفاقيات الإمداد طويلة المدى.
- عمليات نقل الغاز البرية والبحرية.
- بيع الغاز الجاف للمؤسسات الإتحادية والمؤسسات المملوكة لمختلف الإمارات ولكافة الشركات والمصانع المستهلكة للغاز الطبيعي بدولة الإمارات العربية المتحدة.
- بيع السوائل البترولية المفصولة عن الغاز وغيرها من المنتجات ذات الصلة في الأسواق الدولية.

## أفرع الشركة

### دانة غاز - مصر
تعمل الشركة في مصر منذ عام 2007. دانة غاز هي خامس أكبر منتج للغاز في البلاد، ولديها أربعة عشر عقدًا للتطوير، وثلاثة امتيازات للتنقيب، ومحطتين للمعالجة، اعتبارًا من مايو 2018. كانت الشركة تنتج حوالي 37000 برميل (5900 متر مكعب) من معادل النفط يوميًا في ذلك الوقت.
خلال الفترة 2008-2009، اكتشفت دانة غاز بئري سندس1 و2 للغاز الجاف، وبئر الأزهر 1 للغاز / بئر مكثف، وبئر الغاز توليب. وقد حقق اختبار الإنتاج لهذا الأخير الواقع في امتياز غرب القنطرة 11.4 مليون قدم مكعب في اليوم (320 ألف متر مكعب في اليوم) و 318 برميلاً (50.6 متر مكعب) من المكثفات في اليوم. أعلنت الشركة عن خطط لتطوير حقل نفطي في حوض كوم أمبو جنوب القاهرة في أوائل عام 2010. في عام 2011، اكتشفت دانة غاز بئر جنوب أبو النجا 2 للغاز الجاف في امتياز غرب المنزلة، وكانت سادس أكبر منتج للغاز. في البلاد. قامت الشركة باكتشافين إضافيين للغاز الطبيعي في عام 2012 ، وبدأت في تشغيل معمل سوائل الغاز الطبيعي. بدأت العمليات التجارية في حقلي أليوم-1 وسما الغربية-1 في عام 2013، مما أدى إلى زيادة إنتاج الغاز في مصر بنحو 10٪. يتم إنتاج هذه الحقول في مصانع الوسطاني وجنوب المنزلة.
خضع مصنع دانة غاز الوسطاني للغاز لأعمال الصيانة وإزالة الاختناقات في أوائل عام 2014؛ أدت التحسينات المخططة إلى زيادة الإنتاج بنسبة 25٪ إلى 200 مليون قدم مكعب في اليوم (5.7 × 106 م 3 / يوم). في عام 2014، تم منح امتيازين بريين في دلتا النيل مملوكين للشركة المصرية القابضة للغاز الطبيعي- شمال الصالحية (قطعة 1) والمطرية (قطعة 3)- إلى دانة غاز لمدة ست سنوات. كان في الكتلتين 11 و 12 بئراً، على التوالي، في ذلك الوقت، وانضمت إلى امتيازات دانة غاز الأخرى في دلتا النيل: المنزلة، غرب المنزلة، وغرب القنطرة. شكلت دانة غاز وشركة بريتيش بتروليوم مشروعاً مشتركاً لحفر المطرية للتنقيب عن الهيدروكربونات.
في عام 2014، تم ترخيص دانة غاز لاستكشاف المربع 6، الذي يحتوي على ثلاث آفاق يصل مجموعها إلى 20 تريليون قدم مكعب (570 مليار متر مكعب) من الغاز. ومن المتوقع أن تبدأ الشركة في حفر أول بئر استكشافية بحرية، والتي تستهدف أحد هذه الآفاق الثلاثة، في عام 2019. أعلنت دانة غاز عن الانتهاء من حفر بئر بلسم 8 في عام 2018.
| منطقة الإمتياز | الشركة القائمة بالعمليات | الشركة الموقعة للإتفاقية | التشريعات المنظمة       | التشريعات المنظمة                   | ملاحظات                           |
| منطقة الإمتياز | الشركة القائمة بالعمليات | الشركة الموقعة للإتفاقية | القانون                 | التعديلات أو القوانين التي حلت محله | ملاحظات                           |
| --- | ------------------------ | ------------------------ | ----------------------- | ----------------------------------- | --------------------------------- |
| نيو المنزلة بدلتا النيل: - غرب المنزلة بدلتا النيل: لوزي، ضبايعة، سندس، الباسنت، أزهار دلتا، غرب المنزلة 1، جنوب أبو النجا، بلسم، بيجونيا. - غرب القنطرة بدلتا النيل: سما، غرب القنطرة 1 - المنزلة بدلتا النيل: الوسطاني، شرق الوسطاني | واسكو «الوسطاني للبترول» | دانة غاز إيجيبت ليمتد    | قانون رقم 154 لسنة 2024 |                                     | مناطق مندمجة                      |
| المطرية الأرضية بدلتا النيل |                          | دانة غاز إيجيبت ليمتد    | قانون رقم 221 لسنة 2014 |                                     | بالإشتراك مع بي بي مصر            |
| شمال الصالحية الأرضية بدلتا النيل |                          | دانة غاز إيجيبت ليمتد    | قانون رقم 218 لسنة 2014 |                                     |                                   |
| شمال العريش البحرية بالبحر المتوسط |                          | دانة غاز إيجيبت ليمتد    | قانون رقم 4 لسنة 2014   |                                     |                                   |
| غرب المنزلة بدلتا النيل (لوزي، ضبايعة، سندس، الباسنت، أزهار دلتا، غرب المنزلة 1، جنوب أبو النجا، بلسم، بيجونيا) |                          |                          | قانون رقم 21 لسنة 2005  |                                     | اندمجت بالقانون رقم 154 لسنة 2024 |
| غرب القنطرة بدلتا النيل (سما، غرب القنطرة 1) |                          |                          | قانون رقم 18 لسنة 2005  |                                     | اندمجت بالقانون رقم 154 لسنة 2024 |
| المنزلة بدلتا النيل (الوسطاني، شرق الوسطاني) |                          |                          | قانون رقم 19 لسنة 1995  |                                     | اندمجت بالقانون رقم 154 لسنة 2024 |

### إقليم كردستان العراق
من خلال كونسورتيوم بيرل بتروليوم، تقوم دانة غاز ونفط الهلال بتشغيل حقلي غاز جمجمال وخور مور (محافظة السليمانية) في كردستان العراق. تعمل دانة غاز في كردستان العراق منذ عام 2007 ، ووقعت اتفاقية بيع الغاز لمدة عشر سنوات مع الحكومة في عام 2018. تعمل محطة خور مور، التي تعمل منذ عام 2008، على تزويد الغاز الطبيعي لمحطات توليد الكهرباء في بازيان، جمجمال، أربيل. بلغت حصة دانة غاز الصافية من الإنتاج في كردستان العراق حوالي 26000 برميل (4100 متر مكعب) من المكافئ النفطي يوميًا خلال عام 2017 والنصف الأول من عام 2018. بحلول أواخر عام 2018، كانت الشركة قد وسعت مصنع خور مور ونفذت تحسينات على عنق الزجاجة، وزيادة الطاقة الإنتاجية بنسبة 30٪. كانت المنشأة تنتج 400 مليون قدم مكعب (11 مليون متر مكعب) من الغاز، وأكثر من 15000 برميل يوميًا (2400 متر مكعب / يوم) من مكثفات الغاز الطبيعي، و1000 طن يوميًا من غاز البترول المسال. اعتبارًا من أواخر عام 2018.
أبرمت دانة غاز ونفط الهلال اتفاقية بيع غاز مدتها عشرين عامًا مع حكومة إقليم كردستان في عام 2019، كجزء من شركة بيرل بتروليوم.

### الإمارات العربية المتحدة
في الإمارات العربية المتحدة، تعمل دانة غاز كمنصة بحرية وخطوط أنابيب ومحطة معالجة الغاز البرية في حقل غاز الزوراء بالقرب من الشارقة. تم منح عقد الشركة بقيمة 17 مليون دولار لبناء المنصة البحرية لشركة إنترسيرف أديارد أبو ظبي في نوفمبر 2013. بدأ الإنتاج التجاري في عام 2016. أنتج الحقل 2700 و 1650 برميلًا (429 و 262 مترًا مكعبًا) من المكافئ النفطي يوميًا في عام 2016 و 2017 على التوالي.

### شؤون الشركات
دانة غاز ومقرها الشارقة هي أكبر شركة غاز طبيعي مملوكة غير حكومية في الشرق الأوسط، ولها أصول في مصر وكردستان العراق والإمارات العربية المتحدة. الشركة مدرجة في سوق أبوظبي للأوراق المالية. تمتلك كل من دانة غاز وشريكتها نفط الهلال حصة 35٪ في كونسورتيوم بيرل بتروليوم. نفط الهلال هي أكبر مساهم مؤسس في دانة غاز، بحصة تقارب 20٪.

## القيادة
باتريك ألمان وارد، الذي انضم إلى دانة غاز في عام 2012، يشغل منصب الرئيس التنفيذي للشركة. تم تعيينه في عام 2013، خلفًا لرشيد سيف الجروان، الذي كان يشغل منصب الرئيس التنفيذي المؤقت بعد تقاعد أحمد العربيد. بدأ حميد ضياء جعفر منصب رئيس مجلس الإدارة في عام 2015. تم انتخاب الجروان لمنصب نائب الرئيس في نفس الوقت. يشغل كريس هيرن منصب المدير المالي الحالي. تشغل سامانثا فيليبس منصب المدير الفني الحالي.

## المالية
سجلت دانة غاز صافي ربح قدره 83 مليون دولار (304 مليون درهم) لعام 2017، وخسارة صافية قدرها 186 مليون دولار (681 مليون درهم) لعام 2018. وخسارة دانة غاز الصافية البالغة 186 مليون دولار (681 مليون درهم) لعام 2018 تُعزى إلى انخفاض القيمة فيما يتعلق بحقل غاز الزوراء وأصول أخرى في مصر. أعلنت الشركة عن تحقيق إيرادات إجمالية قدرها 470 مليون دولار أمريكي (1.7 مليار درهم إماراتي) للسنة المالية المنتهية في 31 ديسمبر 2018، بزيادة قدرها 4٪ عن 450 مليون دولار أمريكي (1.6 مليار درهم إماراتي) لعام 2017. وفي عام 2018، تلقت دانة غاز 113 دولارًا أمريكيًا مليون دولار من شركة بيرل بتروليوم، وأفادت بتحصيل نقدي قدره 324 مليون دولار (1.2 مليار درهم إماراتي) للعمليات في مصر وكردستان العراق والشارقة.

## الصكوك
في عام 2012، أصبحت دانة غاز أول شركة إماراتية لا تسدد السندات الإسلامية عند الاستحقاق، بسبب المدفوعات المتراكمة من مصر وكردستان العراق. كانت الشركة مدينة بأكثر من 500 مليون دولار أمريكي على العملاء، اعتبارًا من منتصف عام 2012. استحقت صكوك دانة غاز لمدة خمس سنوات، بقيمة مليار دولار في 31 أكتوبر؛ كان مبلغ 920 مليون دولار مستحق الدفع بعد أن أعادت الشركة شراء ما يقرب من 80 مليون دولار من الصكوك في عام 2008.
في عام 2017، دخلت دانة غاز في نزاع قانوني بعد أن أوقفت سداد 700 مليون دولار من الصكوك، والتي قالت الشركة إنها لم تعد متوافقة مع الشريعة الإسلامية. كان من الممكن أن يشكل القرار سابقة جديدة في صناعة التمويل الإسلامي. عرضت الشركة في البداية استبدال الصكوك بأوراق مالية جديدة تنتج متوسط معدل ربح حالي أقل، ثم تراجعت عن الاقتراح لصالح الحكم بعد رفض الدائنين. تراجعت شركة دانة غاز بسبب سلسلة من الأحكام في المملكة المتحدة، وأصدرت المحاكم البريطانية والإماراتية أحكامًا متضاربة بشأن مدفوعات أرباح الشركة. استحقت الصكوك استحقاقها في أكتوبر، لكنها ظلت غير مستقرة.
في مايو 2018، وافقت دانة غاز والدائنون الذين يمثلهم بنك دويتشه، بما في ذلك بلاك روك وغولدمان ساكس، على إصدار صكوك جديدة بقيمة 530 مليون دولار. وصوت غالبية حاملي الصكوك لصالح الاتفاقية في يونيو حزيران. أكملت دانة غاز الإصدار، الذي تم إدراجه في يورونيكست دوبلن، في أغسطس. أكملت الشركة برنامج إعادة شراء الصكوك في عام 2019. ويبلغ عمر الصكوك ثلاث سنوات وستنضج في أكتوبر 2020.

## الشركات التابعة
- سنتوريون العالمية للطاقة
- الصجعة للغاز الخاصة المحدود
- دانة غاز البحرين
- غاز كردستان
- غاز الهلال الوطنية
- دانة غاز إيجيبت ليمتد